# 羅美凱
羅美凱（直譯玫琳凯·洛斯·卡尔森），是美國外交官，現任美国驻菲律宾大使，曾在2021年至2022年擔任美國駐阿根廷臨時代辦，此前曾任使領館副館長。

## 早年生活和教育
羅美凱在1985年畢業於羅德學院，獲得西班牙語和國際研究學位，隨後在喬治城大學攻讀國際關係碩士學位，在國家戰爭學院讀國家安全戰略碩士學位。

## 職業生涯

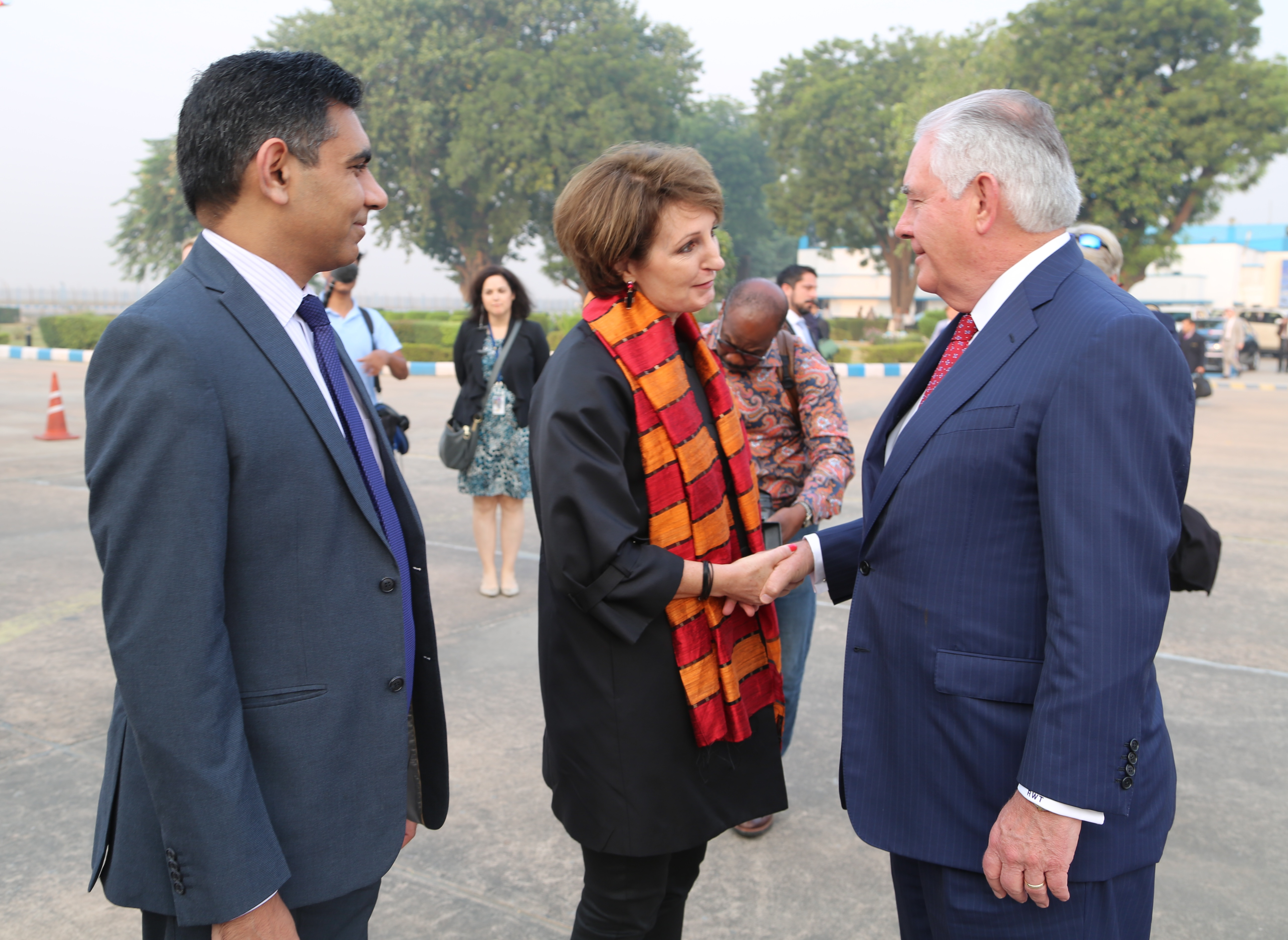
羅美凱與時任國務卿雷克斯·蒂勒森在新德里。

羅美凱是一名職業外交人員，自1985年起任職。擁有公使衔参赞。羅美凱曾在美國駐新德里大使館擔任使領館副館長三年和臨時代辦兩年。也曾在美國駐中國北京大使館（兩次）、駐烏克蘭基輔大使館、駐香港總領事館、駐马普托大使館、駐肯尼亚奈洛比大使館和駐多明尼加共和國聖多明哥大使館。羅美凱也曾擔任美國駐阿根廷布宜諾斯艾利斯大使館副館長。在國內職務包括国务卿办公室首席副执行秘书。

### 駐菲律賓大使
2022年2月4日，喬·拜登總統提名羅美凱擔任美國駐菲律賓大使。参议院外交委员会在2022年4月7日舉行聽證會。委員會於2022年5月4日向參議院報告提名。羅美凱於5月5日獲得全體參議院口头表决確認。2022年羅美凱於2022年5月26日宣誓就職。2022年7月22日向菲律賓總統小费迪南德·马科斯遞交國書。

## 獎項
羅美凱獲得許多表演獎項，其中包括六項高級榮譽獎。

## 個人生活
羅美凱的丈夫是退休的外交官員奧布里·卡爾森，有兩個女兒：凱瑟琳和凱倫。卡爾森是阿肯色州小石城人，會說西班牙語和中文。

## 外部連結
- Government webpage （页面存档备份，存于）